# Constantine Phipps (lordkansler av Irland)
Sir Constantine Henry Phipps, född 1656, död 1723, var en engelsk jurist, farfar till Constantine Phipps, 1:e baron Mulgrave.   
Phipps, som var lordkansler av Irland 1710–1714, hade jakobitiska sympatier och blev särskilt bemärkt som försvarsadvokat i rättegångarna mot teologie doktor Henry Sacheverell 1710 och biskop Atterbury 1722.